# Хмелёвка (Волынская область)
Хмелёвка (укр. Хмелі́вка) — село в Зимневской сельской общине Владимирского района Волынской области Украины.
Население по переписи 2001 года составляет 487 человек. Почтовый индекс — 44762. Телефонный код — 3342. Занимает площадь 906 км².